# Dietmar Schon
Dietmar Schon OP (* 1959 in Merzig) ist ein deutscher römisch-katholischer Priester.

## Leben
Nach dem Abitur studierte er Rechtswissenschaften an den Universitäten Trier und Freiburg im Breisgau. Das Referendardienst am Landgericht Ulm schloss er 1988 mit der Zweiten Staatsprüfung  (Rechtsassessor) ab. 1988 trat er in den Dominikanerorden ein. Von 1989 bis 1994 studierte er katholische Theologie an der Universität Wien (1992 feierliche Profess/1994 Priesterweihe). 1998 erwarb er an der Universität Wien den Doktor der Theologie. Von 2002 bis 2011 war er Provinzial der süddeutsch-österreichischen Dominikanerprovinz. 2017 erwarb er die Habilitation mit der Lehrerlaubnis für das Fach „Mittlere und Neue Kirchengeschichte mit besonderer Berücksichtigung der Ostkirchenkunde und der Ökumenischen Theologie“. Seit 2016 ist er Direktor des Ostkircheninstituts der Diözese Regensburg.

## Schriften (Auswahl)
- Einheit in katholischer Vielfalt? – Zur Konzeption des CCEO als gemeinsames Gesetzbuch aller katholischen Ostkirchen. (ungedruckte Diplomarbeit, Universität Wien 1994).
- Der CCEO und das authentische Recht im christlichen Orient – Eine Untersuchung zur Tradition des Kirchenrechts in sechs katholischen Ostkirchen. Würzburg 1999.
- Die orthodoxen Kirchen im interreligiösen Dialog mit dem Islam. Berlin 2017.
- Berufen zur Verwandlung der Welt. Die Orthodoxe Kirche in sozialer und ethischer Verantwortung. Regensburg 2021.
- Gemeinsame Verantwortung für die Welt? Orthodox-katholische Annäherung in sozialethischen Fragen. Regensburg 2023.